# Краснопёрый опах
Краснопёрый опах или солнечная рыба, или обыкновенный опах, или лунная рыба (лат. Lampris guttatus), — вид лучепёрых рыб рода опахи семейства опаховых (Lamprididae). Обычен на Гавайях и у побережья Западной Африки.
Это единственный известный вид рыб, способный к терморегуляции, до некоторой степени схожей с теплокровностью птиц и млекопитающих. Температура тела опахов в среднем на 5 градусов выше температуры окружающей среды.

## Этимология
Вид был описан в 1788 году датским зоологом Мортеном Тране Брюннихом. Название рода Lampris происходит от др.-греч. lampros — блестящий или ясный, а название вида лат. guttatus переводится как «пятнистый» и появилось благодаря тому, что тело рыбы покрыто белыми круглыми пятнами.

## Описание
Максимальная длина тела 2 м, а масса 270 кг. Тело сильно сплющенное по бокам, с высокой спиной. Спинная линия более ровная, чем брюшная линия. Ротовое отверстие маленькое. Короткие, беззубые челюсти могут сильно выдвигаться вперед. Выдвижение верхнего края рта возможно, при этом не при помощи нижней челюсти (как у других видов рыб), а при помощи участка верхней челюсти. Маленькие, свободно расположенные чешуйки легко осыпаются при прикосновении. Спинной и анальный плавники очень длинные, без колючих лучей. Спинной плавник в передней части гораздо выше, чем в задней. Хвостовой плавник с вогнутым задним краем. Грудные плавники сильные и длинные. Брюшные плавники длинные. Плавательный пузырь без воздушного протока к передней кишке. Окраска: спина от темно-голубой до фиолетовой; бока светлее, голубоватые; брюшная сторона розовая. Кожа рыбы имеет сильный металлический блеск (отсюда название: солнечная рыба). Все плавники красного цвета. Кальмары и криль составляют основную часть их рациона, хотя они также ловят и мелкую рыбу.

## Ареал

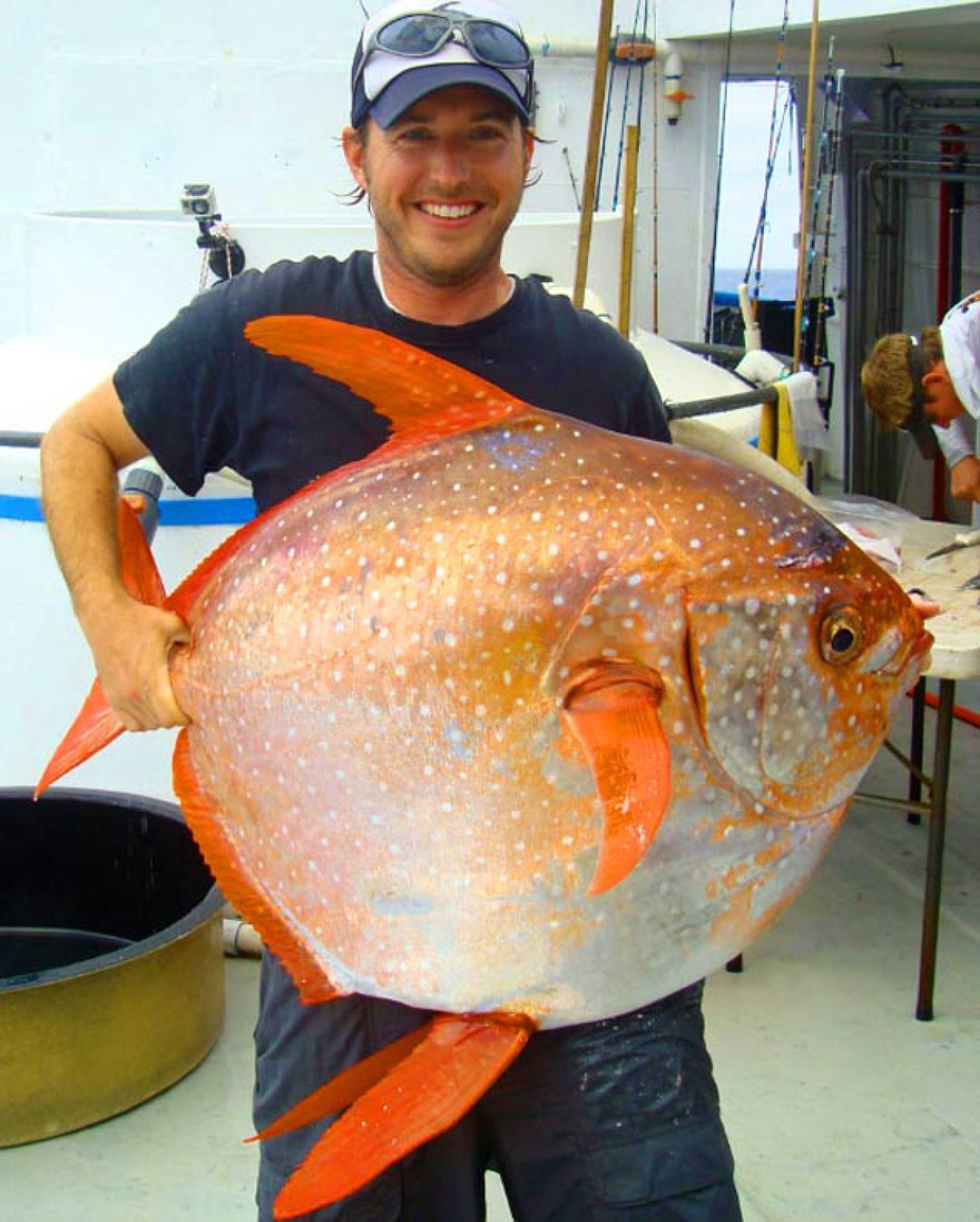
Биолог Ник Вегнер с опахом

Распространён во всех тёплых и бореальных морях повсеместно. Восточная Атлантика и Средиземное море. В северной части Северного моря и близ Западной Норвегии регистрируется в качестве регулярного летнего гостя. Обитает на глубине 100—400 м.

## Механизм теплокровности
Как и у других известных частично теплокровных рыб (полосатого тунца, некоторых видов макрели, акулы-мако, манты), повышенная температура тела краснопёрого опаха связана с тепловыделением в мышцах во время их интенсивной работы. Однако в отличие от других теплокровных рыб, краснопёрый опах способен поддерживать повышенную температуру во внутренних органах, включая мозг. Основные потери тепла у рыб связаны с теплопередачей от крови к воде, которая происходит в жабрах, в результате чего артериальная кровь, выходящая из жабер, имеет температуру близкую к температуре воды. У краснопёрого опаха капилляры, на которые разветвляются жаберные артерии, тесно переплетаются с венозными капиллярми, по которым распространяется тёплая венозная кровь, в результате чего артериальная кровь на выходе из жабер подогревается и температура внутренних органов поддерживается в среднем на 5 градусов выше, чем температура воды.